# Stenogrammitis aethiopica
Stenogrammitis aethiopica är en stensöteväxtart som först beskrevs av Pichi-serm., och fick sitt nu gällande namn av Paulo Henrique Labiak. Stenogrammitis aethiopica ingår i släktet Stenogrammitis och familjen Polypodiaceae. Inga underarter finns listade.